# Vir spectabilis
Vir spectabilis (с лат. — «высокородный муж, почтеннейший муж») или спектабиль — один из высших сенаторских титулов в поздней Римской империи и ранней Византии (IV—VI века).
С первой половины IV века старые римские сенаторы и новые константинопольские постепенно стали различаться титулами, тогда как ранее все сенаторы имели титул vir clarissimus. Началом строгого соответствия сенаторских титулов и должностей считается серия законов Валентиниана I, изданных 5 июля 372 года. Законы достаточно чётко устанавливали иерархию внутри гражданских, военных и придворных чинов. Чиновники были разделены на три группы — клариссимов, спектабилей и иллюстриев.
Титул спектабиля (официально — лат. clarissimus et spectabilis) — имели проконсулы и викарии, комиты rei militaris, и дуксы, комиты консистория, не имевшие высших чинов, магистры скриний и два примицерия sacri cubiculii. Спектабили были средним звеном в системе государственного управления и, соответственно, в константинопольском сенате.
В VI веке и спектабили, и клариссимы были отстранены от заседаний сената ранней Византии, который стал включать только иллюстриев.